# NGC 5758
NGC 5758 est une vaste galaxie lenticulaire relativement éloignée et située dans la constellation du Bouvier. Sa vitesse par rapport au fond diffus cosmologique est de 9 311 ± 14 km/s, ce qui correspond à une distance de Hubble de 137,4 ± 9,6 Mpc (∼448 millions d'al). NGC 5758 a été découverte par l'astronome américain Lewis Swift en 1886.
Selon la base de données Simbad, NGC 5758 est une galaxie LINER, c'est-à-dire une galaxie dont le noyau présente un spectre d'émission caractérisé par de larges raies d'atomes faiblement ionisés.
À ce jour, une mesure non basée sur le décalage vers le rouge (redshift) donne une distance d'environ 188,000 Mpc (∼613 millions d'al). Cette valeur est très loin à l'extérieur des valeurs de la distance de Hubble.